# ホーレス・フィリップス

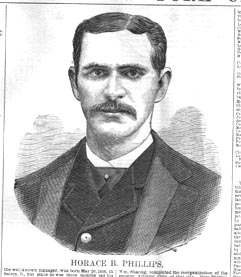
ホーレス・フィリップス

ホーレス・フィリップス（Horace B. Phillips、1853年5月14日 - 1896年2月26日）は、19世紀のメジャーリーグベースボールの監督。アメリカ合衆国オハイオ州サーレム生まれ。現在のピッツバーグ・パイレーツの草創期に監督を務めた。

## 経歴
選手歴はなく、監督としてメジャーリーグに登場したのは1879年、26歳の時で、シーズン途中までトロイ・トロージャンズの監督を務めた。4年後の1883年、同じオハイオ州からアメリカン・アソシエーションに加盟したコロンバス・バックアイズを指揮した。
1884年当初はノースウェスタン・リーグのグランラピッズというチームで監督をしていたが、このチームが破綻するとシーズン途中からピッツバーグ・アレゲニーズを指揮するようになった。アレゲニーズはこの年前述のコロンバスが破綻した際、所属していた選手の多くを受け入れ、強化されたアレゲニーズは次の年の1885年に初めてシーズンを勝ち越し、さらに翌年の1886年には80勝57敗とリーグ2位まで躍進した。
1887年にアレゲニーズはナショナルリーグ加盟の誘いを受け、フィリップスは監督としてチームに関わり続けることにした。しかしナショナルリーグ加盟後アレゲニーズは再び下位に低迷するようになった。フィリップスはこの頃から精神を病んでいたようで、1889年7月に当時の名選手だったフレッド・ダンラップと監督を交代した後、そのままフィラデルフィアの精神病院に収容された。妻と離婚した1894年までは存命していたことがわかっていたが、入院していた病院の死亡記録の名前に誤記があったため、没年（1896年）は2010年まで判明しなかった。

## 詳細情報

### 監督としての戦績
| 年度   | チーム | リーグ | 試合 | 勝利 | 敗戦 | 勝率 | 順位 | 備考          |
| ------ | ------ | ------ | ---- | ---- | ---- | ---- | ---- | ------------- |
| 1879年 | TRJ    | NL     | 47   | 12   | 34   | .261 | 8位  | 開幕～8月6日  |
| 1883年 | COL    | AA     | 97   | 32   | 65   | .330 | 6位  |               |
| 1884年 | PIT    | AA     | 35   | 9    | 24   | .273 | 10位 | 8月18日～     |
| 1885年 | PIT    | AA     | 111  | 56   | 55   | .505 | 3位  |               |
| 1886年 | PIT    | AA     | 140  | 80   | 57   | .584 | 2位  |               |
| 1887年 | PIT    | NL     | 125  | 55   | 69   | .444 | 6位  |               |
| 1888年 | PIT    | NL     | 139  | 66   | 68   | .493 | 6位  |               |
| 1889年 | PIT    | NL     | 71   | 28   | 43   | .394 | 5位  | 開幕～7月24日 |
| 通算   | 通算   | 通算   | 765  | 338  | 415  | .449 |      |               |